# Semibetatropis cruenta
Semibetatropis cruenta är en insektsart som beskrevs av Yang och Wilson 1989. Semibetatropis cruenta ingår i släktet Semibetatropis och familjen vedstritar. Inga underarter finns listade i Catalogue of Life.